# Destilación solar
La destilación solar es una manera simple de destilar agua, usando el calor del Sol extrayendo el agua de la evaporación del suelo húmedo o del aire ambiental para condensarlo en alguna superficie. Los dos tipos más básicos de destiladores solares son las cajas y las zanjas de destilación. En un destilador solar, el agua impura es contenida fuera del colector, donde es evaporada por la luz solar que brilla a través del plástico transparente. El vapor de agua pura condensa en la película de plástico y corre por su propio peso hacia el punto más bajo, donde es recogida y almacenada. El tipo caja se basa en el mismo principio, solo que usa una sección de cajón.
El principio básico de la destilación de agua por el Sol es simple, aunque efectivo, tal como imitar la forma natural de hacer la lluvia. La energía del Sol calienta el agua al punto de evaporación. Al evaporarse el agua, el vapor se eleva condensándose en la superficie del cristal o del plástico. El proceso elimina todas las impurezas, como sales o metales pesados, y elimina microbios. El resultado final es agua tan limpia como la de lluvia.

## Introducción
Las destiladoras solares se usan en lugares donde es inviable traerla mediante tuberías, o extraerla por pozos o almacenar la lluvia. En zonas devastadas, donde se pierde el suministro energético por semanas, sería una buena solución para suministrar agua potable.

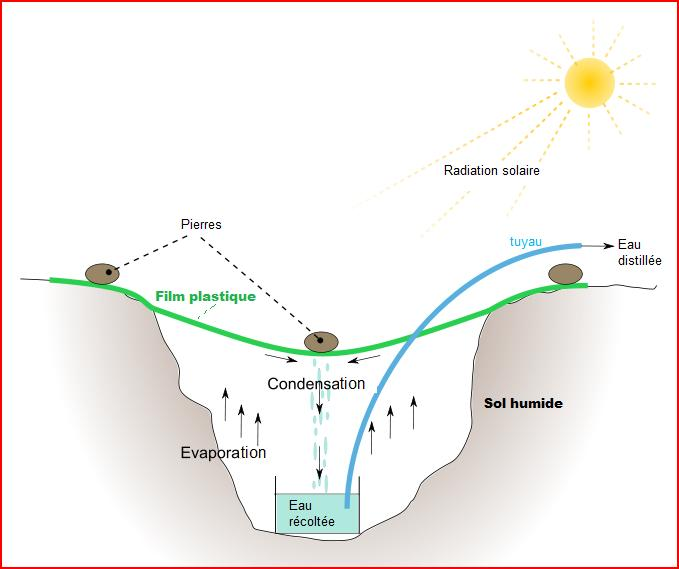
Zanja de condensación

## Consideraciones prácticas
El sistema es ineficiente ya que la cantidad de agua que se debe añadir supera enormemente la de salida. Además en ambientes desérticos las necesidades de agua pueden exceder ampliamente la producción media. En el caso de un hombre, éste necesitaría 4 litros diarios, mientras que la producción media de un destilador diariamente es de 0,2 litros. Incluso con herramientas, excavar un agujero requiere energía y puede hacer que una persona pierda mucha agua por transpiración, lo que significa que se necesitarían varios días de recolección para recuperar el agua consumida. Es por esto que fabricar un destilador solar de emergencia debe ser usado como suplemento de otras fuentes de agua potable, como osmosis inversa o tabletas de purificación de agua.

## Destilación de agua marina
En 1952 el ejército de Estados Unidos inventó un destilador solar portátil para pilotos perdidos en el océano, que se componía de un globo inflable de plástico de 60 centímetros que flotaba en el océano, con un tubo flexible en un lado. Una bolsa separada servía de apoyo de la bolsa exterior. El agua de mar se introducía por una pequeña abertura en el fondo del globo. El agua dulce se extraía del tubo chupando del fondo del globo. En un buen día se podían extraer 2,4 litros de agua, mientras que en un día nublado se podían extraer hasta 1,4 litros. Si bien se incluyen destiladores en botes salvavidas, estos están siendo sustituidos por los equipos manuales de osmosis inversa.

## Destilación solar por concentración
La destilación solar por concentradores es la puesta en práctica de forma industrial de la metodología de destilación solar. En este caso se concentran los rayos solares por medio de parábolas o medios cilindros en puntos por donde pasa el agua bruta, la cual al aumentar de temperatura se evapora pudiendo condensarse en agua pura.

## Tipología
El destilador de caseta
El destilador solar de caseta es el más conocido y difundido en el mundo y consiste en una caseta de material semitransparente, generalmente vidrio, que se coloca sobre una poceta o bandeja que contiene agua a destilar. Por la forma de la caseta y la forma en que esta atrapa el calor, proveniente de la energía solar, les ha valido el nombre de “destiladores de invernaderos” o Solar Still en inglés.
El destilador de poceta
El destilador de poceta o bandeja se caracteriza por su sencillez y su facilidad de construcción y está formado por una poceta hecha generalmente con materiales de la construcción (ladrillos o bloques, piedra de arena), angulares de acero y láminas de vidrios. Su construcción es la más sencilla de todas y debe ser in situ, realizada principalmente por un albañil. Se recomienda su uso en instalaciones relativamente grandes hechas con recursos propios.
Destilador de cascada
El destilador de cascada toma su nombre porque al llenarse o al limpiarse, el agua corre en forma de cascada, no así en su funcionamiento normal, cuando el agua contenida en el destilador permanece prácticamente estática.
La purificación de fluidos específicamente la desalación o destilación de agua, utilizando como fuente energética la radiación solar, es una técnica ya desarrollada con grandes ventajas económicas, sobre todo por el ahorro de electricidad o petróleo, así como la calidad del agua obtenida. Las experiencias acumuladas son contundentes en demostrar que la destilación solar del agua de mar o salobre es una opción tecnológica y económicamente factible.
Los destiladores solares pueden ser construidos de muchas formas y con diferentes materiales, así como pueden ser destinados a diferentes usos. Pueden ser fijos o portátiles, perennes o transitorios. Pueden ser construidos masivamente en industrias, o uno por uno in situ e incluso pueden ser de construcción casera.